# Imak narzędziowy

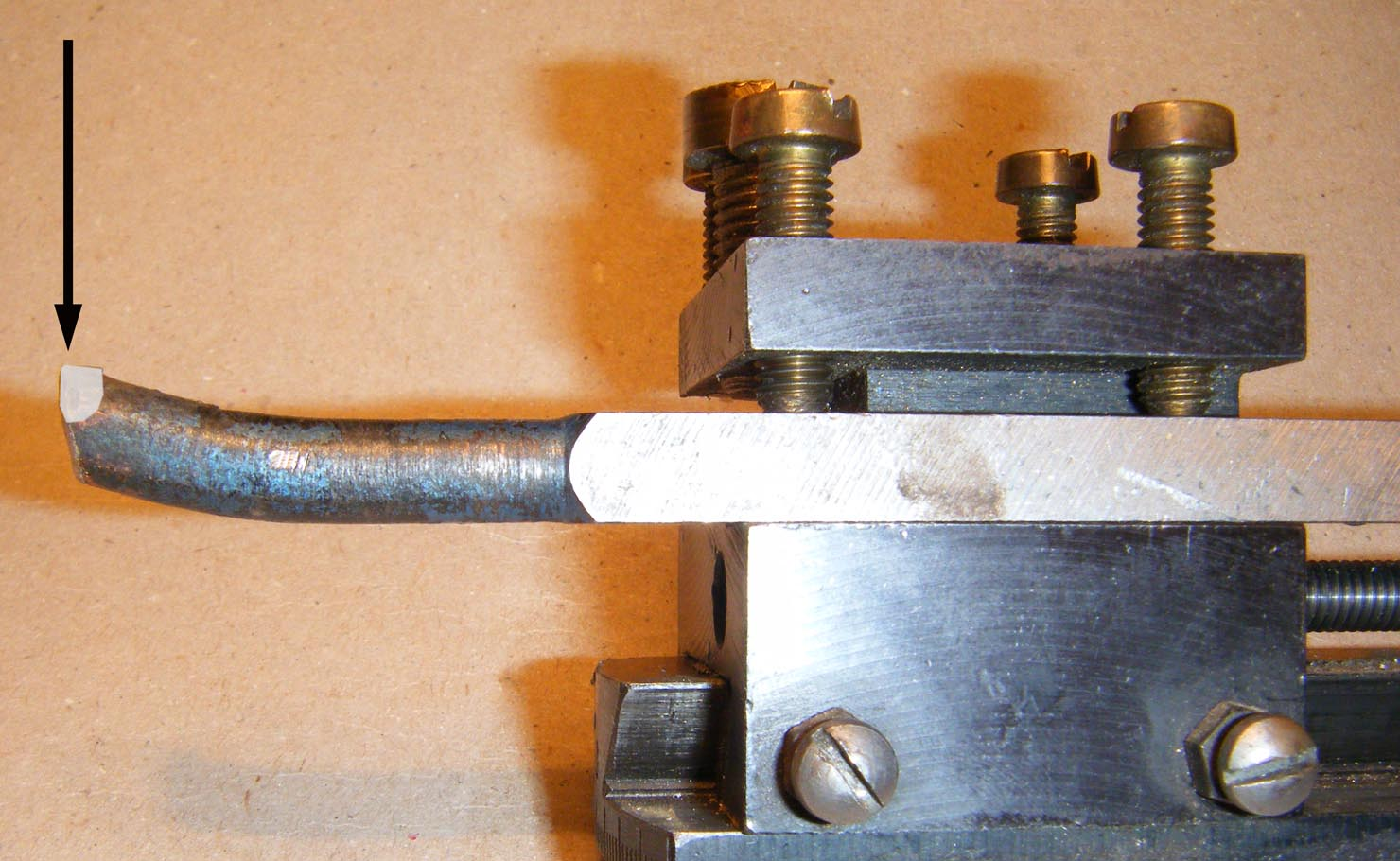
Nóż tokarski zamocowany w imaku

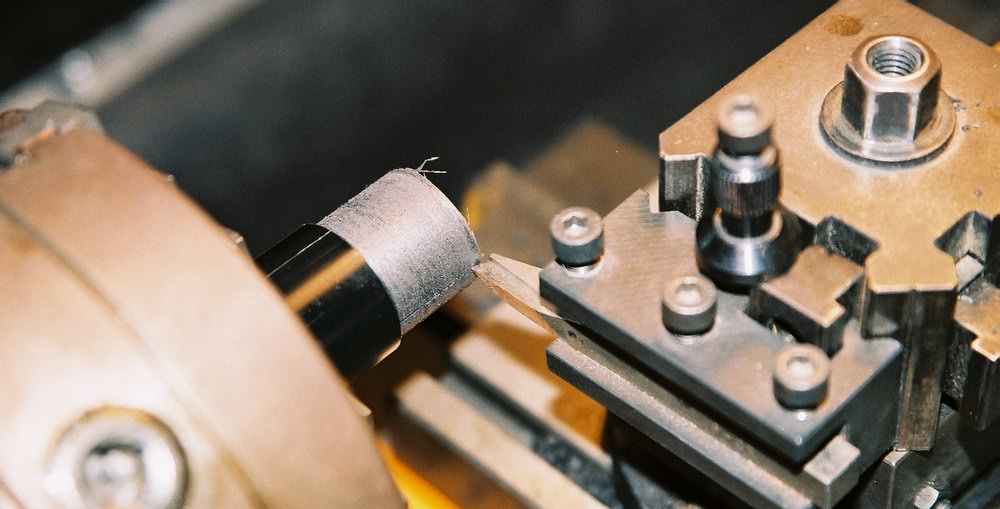
Imak narzędziowy tokarki

Imak narzędziowy - jest to przyrząd służący do zamocowywania narzędzi na obrabiarkach. Głównymi narzędziami mocowanymi w imaku są noże skrawające. Imaki są stosowane na tokarkach i strugarkach.